# Viking Eggeling
Hellmuth Viking Fredrik Eggeling (Lund, 21 ottobre 1880 – Berlino, 19 maggio 1925) è stato un pittore e regista svedese, connesso al dadaismo, al costruttivismo e all'arte astratta, oltre che artista d'avanguardia.
Nel 1924 realizzò il film astratto Diagonal-Symphonie, uno dei primi esperimenti di musica visiva.

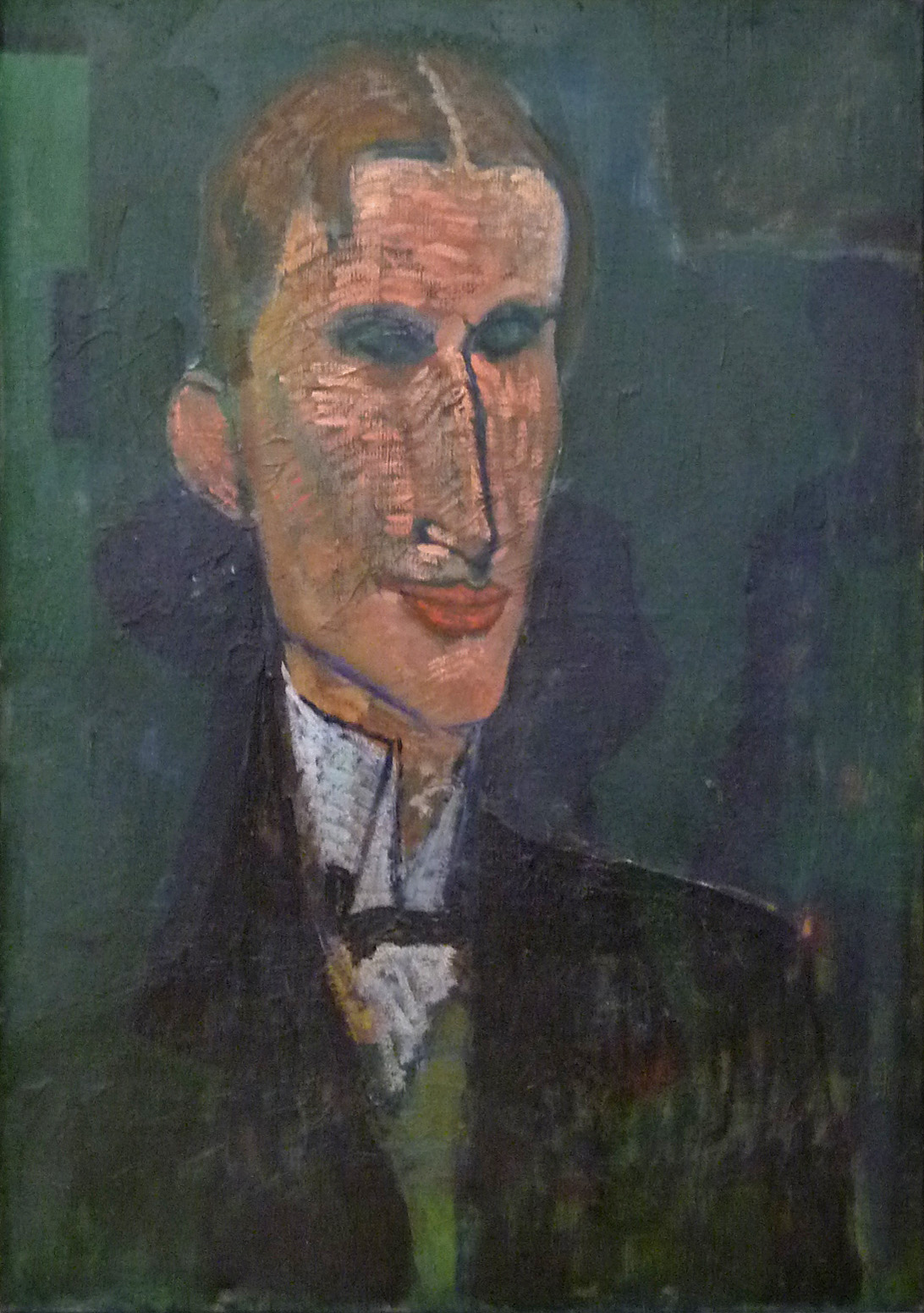
Viking Eggeling by Amedeo Modigliani 1918

## Biografia

### Infanzia
Viking Eggeling nasce il 21 ottobre 1880 a Lund, nella contea svedese della Scania. È l'ultimo dei 10 figli di Fredrik Eggeling (Ohlendorf, 20 gennaio 1822 - Lund, 22 marzo 1895) e della sua seconda moglie Elisabeth Lundborg. Il padre era di origine tedesca, e si trasferì in Svezia probabilmente in seguito ai moti rivoluzionari del 1848. Fredrik era un violinista e insegnante di musica, e gestiva anche un negozio di strumenti musicali a Lund. Tutta la famiglia, compreso il giovane Viking, crebbe dunque con un'importante formazione musicale.
La madre muore nel 1889, lasciando le due figlie più vecchie a occuparsi della casa. Viking frequenta tra il 1890 e il 1894 la Katedralskolan di Lund, da cui viene poi espulso per non essere stato promosso per quattro semestri di seguito. Nel 1895 muore anche il padre, e la famiglia si disperde. Alcuni dei fratelli si trasferiscono a Lisbona, altri in America del Nord, mentre Viking, sedicenne, opta per la vicina Germania.

### Italia, Svizzera e il primo matrimonio
Dopo un periodo di studi commerciali a Flensburgo, il giovane Viking Eggeling, per nulla portato per la matematica, svolge il lavoro di contabile prima a Le Locle, in una fabbrica di orologi, e poi a Milano. Nella città lombarda Eggeling rimarrà dal 1901 al 1907, e frequenterà lezioni di storia dell'arte all'Accademia di belle arti di Brera. Intanto, nel 1903 sposa la sua prima moglie, una viennese di nome Nora Fiernkranz.
Quello milanese fu un periodo di profonda depressione per Eggeling, costretto dalla mancanza di soldi a fare un lavoro che detestava. Nel 1907, però, gli arriva un colpo di fortuna: Anton Velleman, che aveva conosciuto Eggeling ai tempi di Le Locle, era divenuto direttore del Lyceum Alpinum Zuoz, e decise di assumere il giovane svedese: formalmente come contabile, ma in realtà con molto tempo libero per insegnare arte.
Viking e la moglie, però, non rimangono a Zuoz per molto tempo: quest'ultima soffriva di cuore e vivere a quell'altitudine non le giovava.

### Parigi e Zurigo: il periodo dadaista
Nel 1911, Viking Eggeling prende residenza a Parigi, in Boulevard Raspail. A Parigi, Eggeling abita solo, quindi si presume che in quel momento si fosse già separato (o addirittura divorziato) dalla moglie Nora.
A Parigi, Eggeling frequentava l'atelier di Madame Wassillieff, ed era in contatto con molti artisti della zona, tra cui Hans Arp ed Amedeo Modigliani (Arp racconta che spesso Modigliani ed Eggeling bevevano e assumevano cocaina insieme). In questo periodo, Eggeling non produceva molte opere, in compenso compiva tanti studi teorici: tra gli artisti che più ammirava c'erano André Derain e Fernand Léger.
A Parigi, Eggeling contrasse la sifilide, che causò danni lenti ma gravi alla sua salute. Visse nella capitale francese fino al 1915, anno nel quale decide di trasferirsi in Svizzera. Qui prende residenza prima ad Ascona e poi a Saconnex. In questi anni si sposa, ma si ignora la data e il luogo, con la seconda moglie: Marion Klein.
Nel 1916, tramite Hans Arp, Eggeling viene a contatto con il mondo dei dadaisti, e nel 1918 lui e Marion si stabiliscono a Zurigo, la città del Cabaret Voltaire. Eggeling diventa amico di molti degli artisti del circolo Dada, tra cui Marcel Janco. Prende parte anche a Das neue Leben e a Radikale Künstler, entrambi due sottogruppi del dadaismo svizzero.
Fu proprio in questo periodo che Viking Eggeling inizia a coltivare l'idea di un'opera d'arte che includa il tempo come elemento compositivo integrante. Janco parla della conoscenza e dello studio, da parte di Eggeling, dei lavori di Ferruccio Busoni, ma non è chiaro se l'artista sia stato effettivamente ispirato solo da lui. Quello che si sa è che Eggeling passava lunghe notti a mettere insieme decine o dozzine di disegni per formare delle "frasi" e "suite". Complice la sua formazione familiare, Eggeling era convinto del rapporto inscindibile tra musica ed arti visive.
Proprio a Zurigo, nel 1918, Tristan Tzara presenta a Eggeling Hans Richter: i due iniziarono così un sodalizio artistico durato due anni.

### La collaborazione con Hans Richter
Dopo essere rimasto affascinato dalle potenzialità di Eggeling, Richter invita lui e la moglie a trasferirsi a casa dei suoi genitori in Germania. Sulla strada, Eggeling e Richter si fermano per un periodo a Berlino, dove entrano in contatto con la scena Dada tedesca (soprattutto Raoul Hausmann e Hannah Höch), entrando a far parte del Novembergruppe.
Alla fine del 1919 Eggeling, Richter e Marion si spostano nel piccolo paese di Klein Kölzig, nella tenuta di campagna dei genitori di Richter. Poco tempo dopo, all'inizio del 1920, Eggeling si separa anche dalla seconda moglie, rimanendo con i Richter da solo. In questo periodo i due iniziano i loro esperimenti per trasformare i rotoli di pittura in pellicole cinematografiche. Per farsi pubblicità, i due contattano molte riviste artistiche, tra cui De Stijl, redatta da Theo van Doesburg. Il manifesto autografo dell'arte di Viking Eggeling appare per la prima volta nell'agosto del 1921, in lingua ungherese all'interno della rivista MA e qualche mese dopo (a nome di Hans Richter) anche su De Stijl. Fu proprio questa appropriazione dell'articolo uno dei motivi del diverbio tra i due artisti, che pose fine al loro sodalizio biennale.

### Berlino e gli ultimi anni
Dopo la separazione da Richter, Eggeling si stabilisce nuovamente a Berlino, dove trova casa vicino a Wittenbergplatz. Grazie al prestito di denaro da parte di una delle sorelle, riesce a comprarsi una macchina da presae un proiettore, con i quali continua gli esperimenti per il suo primo film: Horizontal-vertical Orchestra (oggi perduto). Tra gli artisti residenti a Berlino, Eggeling diviene amico di Naum Gabo e soprattutto di Erna Niemeyer, una fotografa polacca che sarebbe poi diventata celebre con lo pseudonimo di Ré Soupault. Erna diviene una stretta collaboratrice di Eggeling a partire dal 1923. L'artista non era soddisfatto del suo primo film e assunse la Niemeyer soprattutto per aiutarlo nel lato tecnico della produzione. Quello stesso anno Eggeling inizia i lavori per il suo secondo e ultimo film: Diagonal-Symphonie, basato sui rotoli di pittura creati in precedenza dall'artista e realizzato con sagome di carta stagnola animate a passo uno.
Il film è completo nell'autunno del 1924, e il 5 novembre si tiene una proiezione privata della pellicola, destinata solo agli amici e ai collaboratori stretti di Eggeling. La prima proiezione pubblica, invece, si tenne il 3 maggio del 1925, durante una matinée organizzata dall'UFA e dal Novembergruppe, che contava tra i propri spettacoli anche Ballet mécanique di Léger e Entr'acte di René Clair.
Eggeling non presenziò all'evento: da qualche mese era ricoverato al Norbert Krankenhaus di Berlino, dove morì il 19 maggio per angina settica.

## Teoria artistica
Eggeling era un artista profondamente complesso: sebbene avesse aderito al dadaismo, rifiutava il concetto dell'arte fine a se stessa, ma professava un'arte che (un po' come la musica) fosse comprensibile a chiunque e fungesse da lingua universale.
Inoltre era contrario all'individualismo e pertanto non datava quasi mai i suoi lavori.
Molto del pensiero di Viking Eggeling lo apprendiamo dai suoi appunti postumi, dove appaiono numerose citazioni di studiosi che hanno ispirato l'artista svedese: Ferruccio Busoni, Henri Bergson, Wilhelm Worringer e molti altri.